# Novo Goražde
Novo Goražde (en serbe cryillique : Ново Горажде) est une municipalité de Bosnie-Herzégovine située dans la république serbe de Bosnie. Selon les premiers résultats du recensement bosnien de 2013, elle compte 3 391 habitants.
Le siège de la municipalité est le village d'Ustiprača.

## Géographie
La municipalité est située dans les vallées des rivières Prača et Drina. Elle se trouve entre les monts Vučevica et Jahorina, dont les plus hauts sommets dépassent 1 400 m.

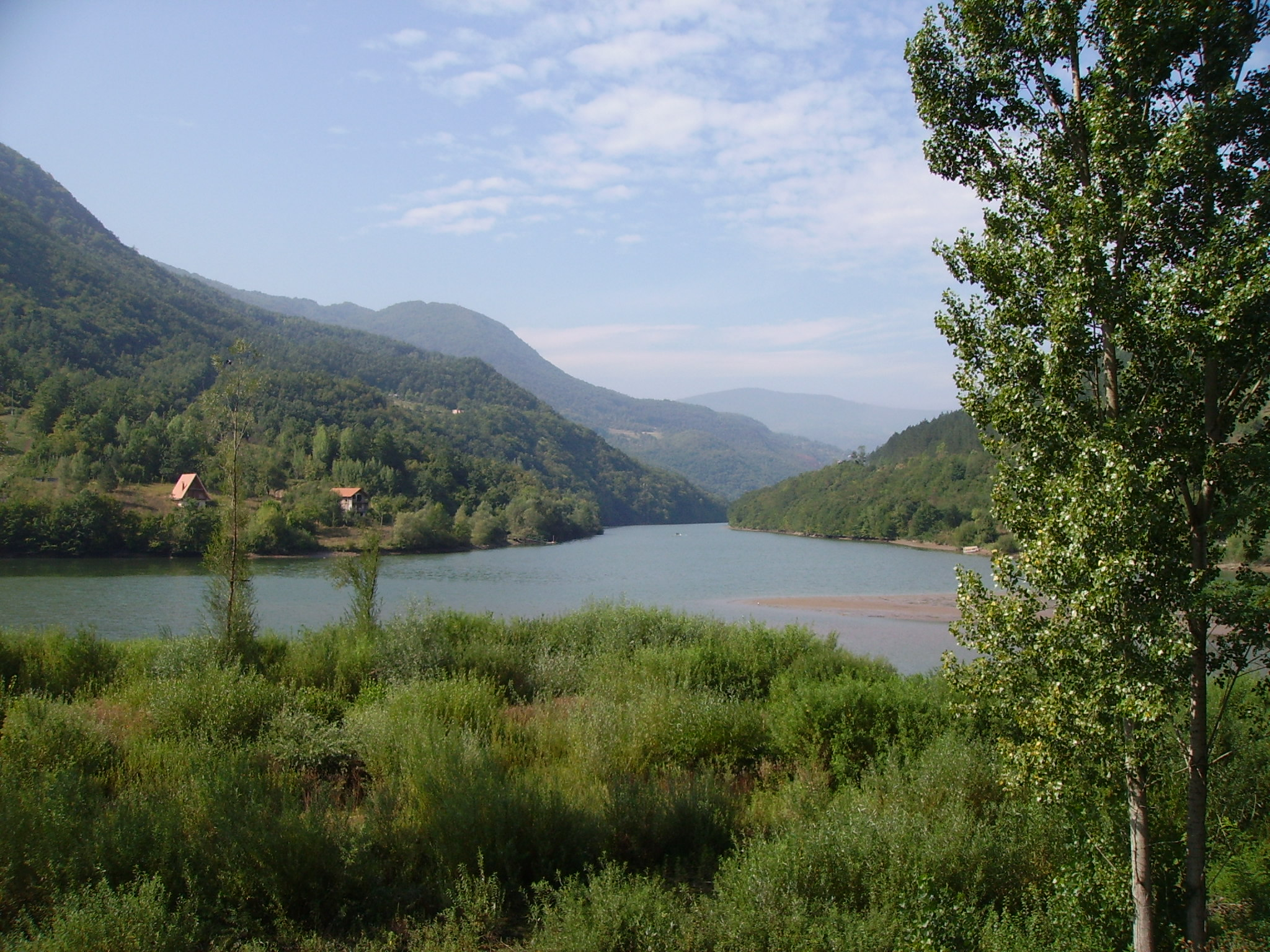
La Drina à Ustiprača

La municipalité est bordée par celles de Goražde, Čajniče, Rogatica, Višegrad et Foča.

## Histoire
La municipalité a été créée après la guerre de Bosnie-Herzégovine et à la suite des accords de Dayton. Elle a été formée sur le territoire de la municipalité de Goražde d'avant-guerre ; le reste de l'ancienne municipalité fait partie de la fédération de Bosnie-et-Herzégovine.

## Localités

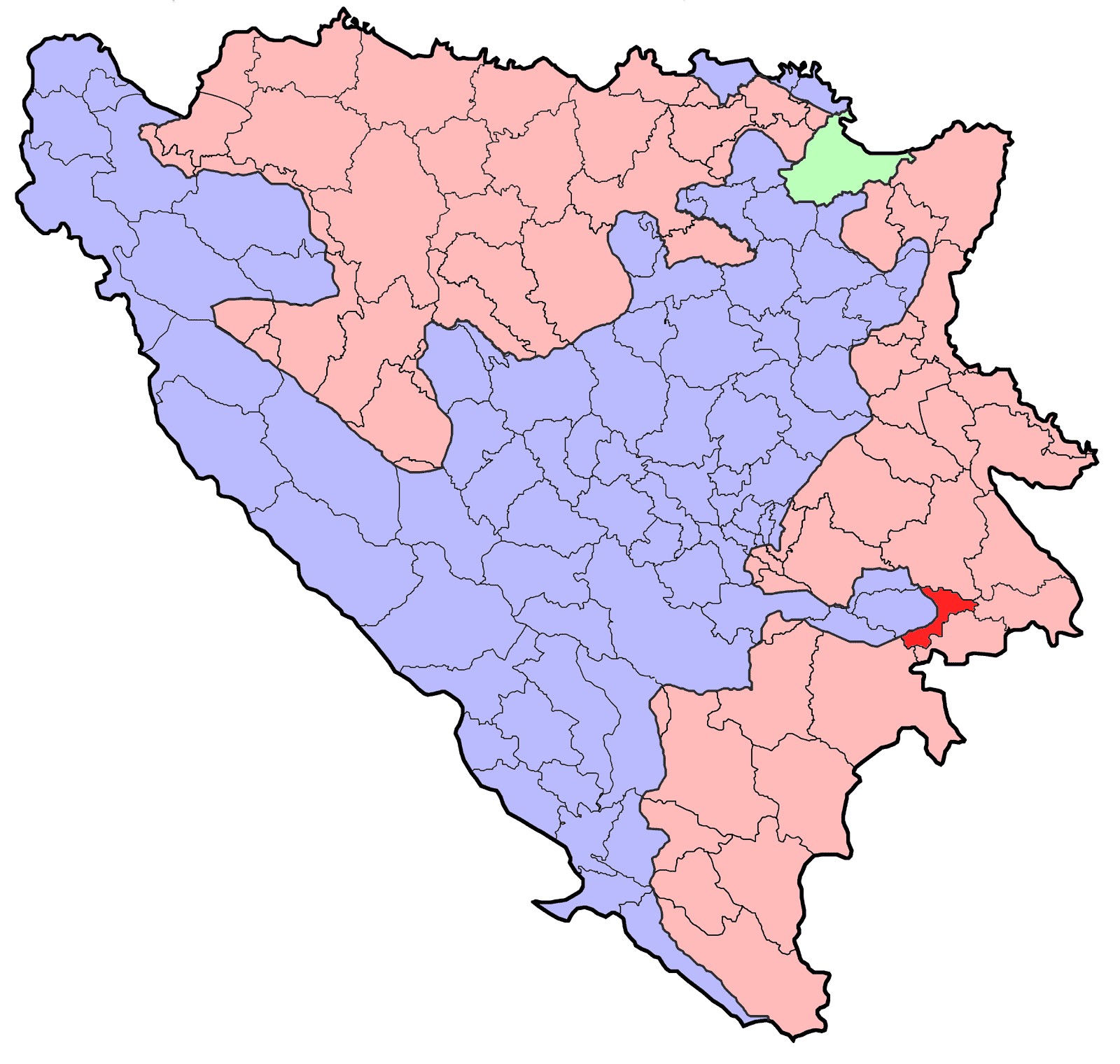
Localisation de la municipalité de Novo Goražde en Bosnie-Herzégovine

La municipalité de Novo Goražde compte 68 localités :
| - Bašabulići - Blagojevići - Bogdanići - Borak Brdo - Borova - Bošanje - Bučje - Donje Selo - Dragolji - Dragovići - Džuha - Gaj - Gojčevići - Gradac - Hajradinovići - Hladila - Hrid | - Hrušanj - Hubjeri - Jabuka - Kanlići - Karauzovići - Karovići - Kazagići - Kopači - Kostenik - Krašići - Kreča - Ljeskovik - Mašići - Milanovići - Nevorići - Novakovići - Odžak | - Podhomara - Podkozara Donja - Podkozara Gornja - Podmeljine - Pribjenovići - Prolaz - Pršeši - Radići - Radijevići - Radmilovići - Ropovići - Rusanj - Seoca - Slatina - Sopotnica - Surovi - Šovšići | - Šućurići - Trebeševo - Uhotići - Ustiprača - Vlahovići - Vranpotok - Vučetić - Zakalje - Zapljevac - Zemegresi - Zidine - Zorlaci - Zubovići u Oglečevi - Žigovi - Žitovo - Živojevići - Žuželo |

## Politique
Aux élections locales de 2012, les 13 sièges de l'assemblée municipale se répartissaient de la manière suivante :
| Parti                                                                                 | Sièges |
| ------------------------------------------------------------------------------------- | ------ |
| Parti démocratique serbe (SDS)                                                        | 5      |
| Alliance Parti d'action démocratique (SDA) et Parti pour la Bosnie-Herzégovine (SBiH) | 2      |
| Alliance des sociaux-démocrates indépendants (SNSD)                                   | 1      |
| Parti social-démocrate (SDP)                                                          | 1      |
| NSSR et Parti progressiste serbe (SNS)                                                | 1      |
| Parti du progrès démocratique (PDP)                                                   | 1      |
| Parti libéral-démocrate de Bosnie-et-Herzégovine (LDS)                                | 1      |
| Alliance démocratique nationale (DNS)                                                 | 1      |

Dalibor Nešković, membre du Parti démocratique serbe (SDS), a été élu maire de la municipalité.